# Кочетовка (Долгоруковский район)
Кочето́вка — деревня Долгоруковского сельского поселения Долгоруковского района Липецкой области.

## География
Кочетовка находится в центральной части Долгоруковского района, в 11 км к северо-востоку от села Долгоруково. Располагается в истоке небольшого пересыхающего ручья.

## История
Деревня Кочетовка известна с 20-х годов XX века. Впервые упоминается в переписи населения СССР 1926 года как деревня, 16 дворов, 80 жителей.
С 1928 года в составе вновь образованного Долгоруковского района Елецкого округа Центрально-Чернозёмной области. После разделения ЦЧО в 1934 году Долгоруковский район вошёл в состав Воронежской, в 1935 — Курской, а в 1939 году — Орловской области. С 6 января 1954 года в составе Долгоруковского района Липецкой области.

## Население
| 2010 |
| ---- |
| 19   |

## Транспорт
Кочетовка связана асфальтированной дорогой с деревнями Колединовка и Пашинино, посёлком Плоты.
В 1 км к востоку находится железнодорожная станция Плоты (линия Елец — Валуйки ЮВЖД).